# 紀元会
宗教法人紀元会（しゅうきょうほうじんきげんかい）は、長野県小諸市に本部を置く神道系の宗教団体。

## 概要
本部には大和神社（やまとじんじゃ）という施設があり、紀元会は同神社の崇敬者団体として位置づけられる。教義は、「日之本大神」を主神とし、日本神道に従って祭祀を行い、神道を信奉する者を育成するとしていた。開祖は松井健介総裁であり、2002年に彼が死亡してからは、次女の松井五十鈴が総裁代行に就任している。家族単位の入信を基本とし、東京地区、東海地区、長野地区など各地区別に「筆頭総代」という地区長を置き、会員を管理している。後述の「紀元水」によって信者を集め、ピーク時は5000人規模の信者がいた。この頃は日本各地から信者が小諸市の本部にやってきて、多くの山車で市内を練り歩く「紀元水祭り」、「二年詣初詣」、「七夕祭り」などの大イベントを中心に、毎月様々な祭典を行っていた。しかし、初代教祖が亡くなる頃から信者の脱会が相次ぎ、2007年9月に発生した集団暴行事件の時点では数百人規模にまで減っていた。
宗教法人紀元会は、大和神社の氏子の会、一般的には「講」である。以前は「大和講」と呼んでいたが、昭和４５年に「宗教法人紀元会」と法人登記を行ってから以後「紀元会」と名称が変わっている。これに伴い氏子の呼び方は「講員」から「会員」に変わっている。
大和神社は、宗教法人紀元会の参拝神社である。「日之本大神様」を主神として、家内安全、商売繁盛、交通安全、学業成就など八百万の御役目の神様、稲荷様をお祀りし、日本神道に従って祭祀を行う神社である。

## 沿革
- 1970年（昭和45年）10月 - 設立。
- 1996年（平成8年）9月 - 活動が2県以上に亘るとして、長野県から文部科学省に移管した。
- 2002年（平成14年）4月 - 初代教祖である松井健介が死去。
- 2007年（平成19年）9月 - 本部施設内における会員による傷害事件がおきる。
- 2010年（平成22年）12月 - 本部施設内における傷害事件に関して会員手記が公表される。

## 事件
2007年9月、紀元会信者（当時63歳）が他の信者から集団暴行を受け、死亡する事件が発生した。34人が逮捕され、26人が起訴された。東京地裁は暴行の事実を認定し、紀元会側が事実と異なる証拠を提出するなど不適切な対応があったことも認定した。
合わせて5年間分の17億円の税務申告漏れを指摘されたが、後日申告漏れはなかったと報道された。

## 紀元水
紀元会は、「飲んだりつけたりすると不治の病に効く水」を「紀元水」と称して、信者に提供していた。この「紀元水」は非売品であるとしながらも、実際には5合3800円から一斗1万円程度の金員を対価として信者から受け取っていた。販売当初は「がんが治る水」という触れ込みだったが、やがて精神病など現代医学では治療困難な病気に悩む患者やその家族に「紀元水を飲んで治った信者がいる」と雑誌、口コミで広がった。また、飲用のみならず、入浴に用いる場合もあり、本部には「紀元水風呂」があった。